# Neophaenis ochraceata
Neophaenis ochraceata är en fjärilsart som beskrevs av Walker 1865. Neophaenis ochraceata ingår i släktet Neophaenis och familjen nattflyn. Inga underarter finns listade i Catalogue of Life.